# جوزف گرو
جوزف گرو (انگلیسی: Joseph Grew; ۲۷ مهٔ ۱۸۸۰ – ۲۵ مهٔ ۱۹۶۵) سیاست‌مدار اهل ایالات متحده آمریکا بود.